# Silhuett

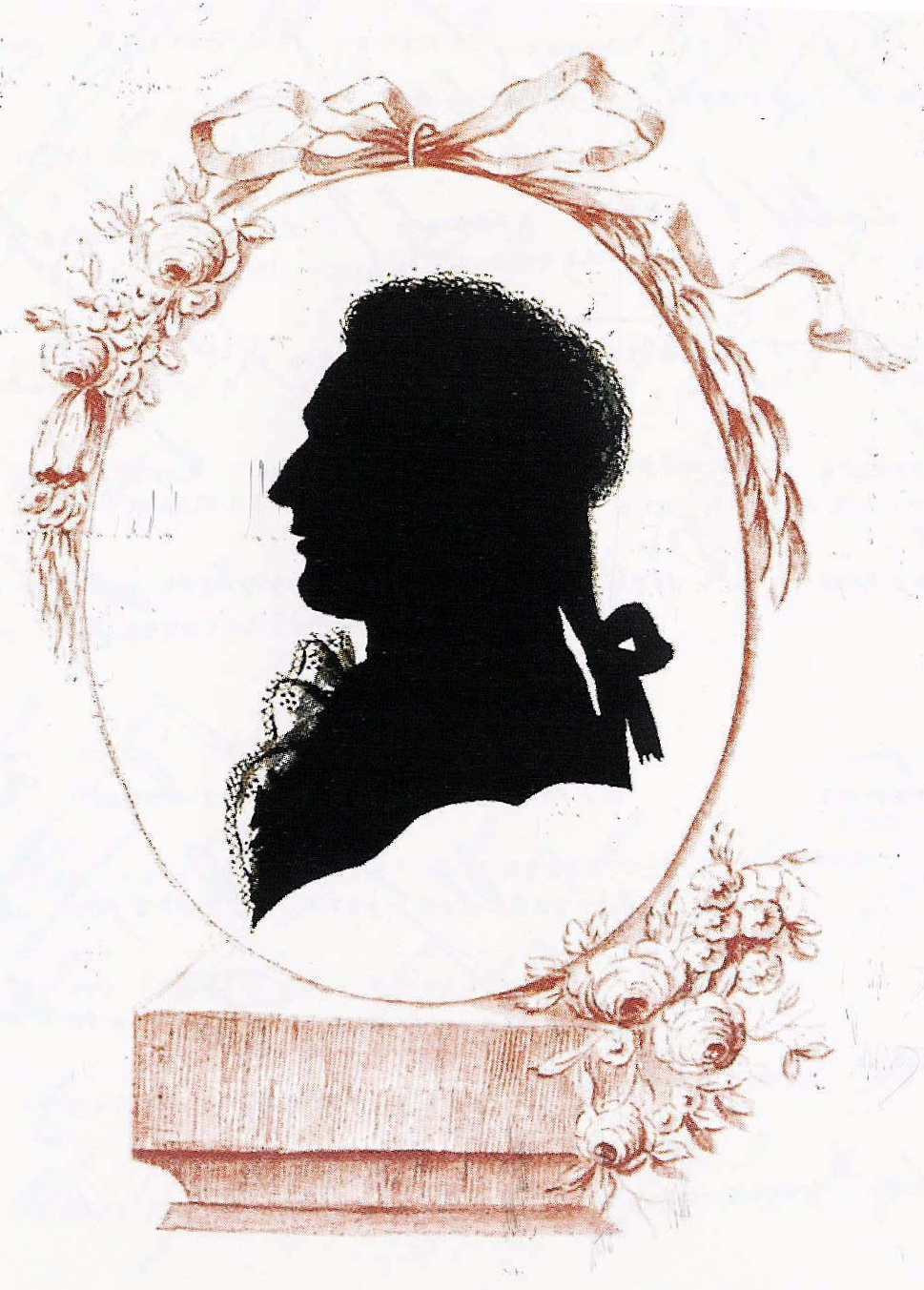
Ett traditionellt silhuettporträtt från sent 1700-tal.

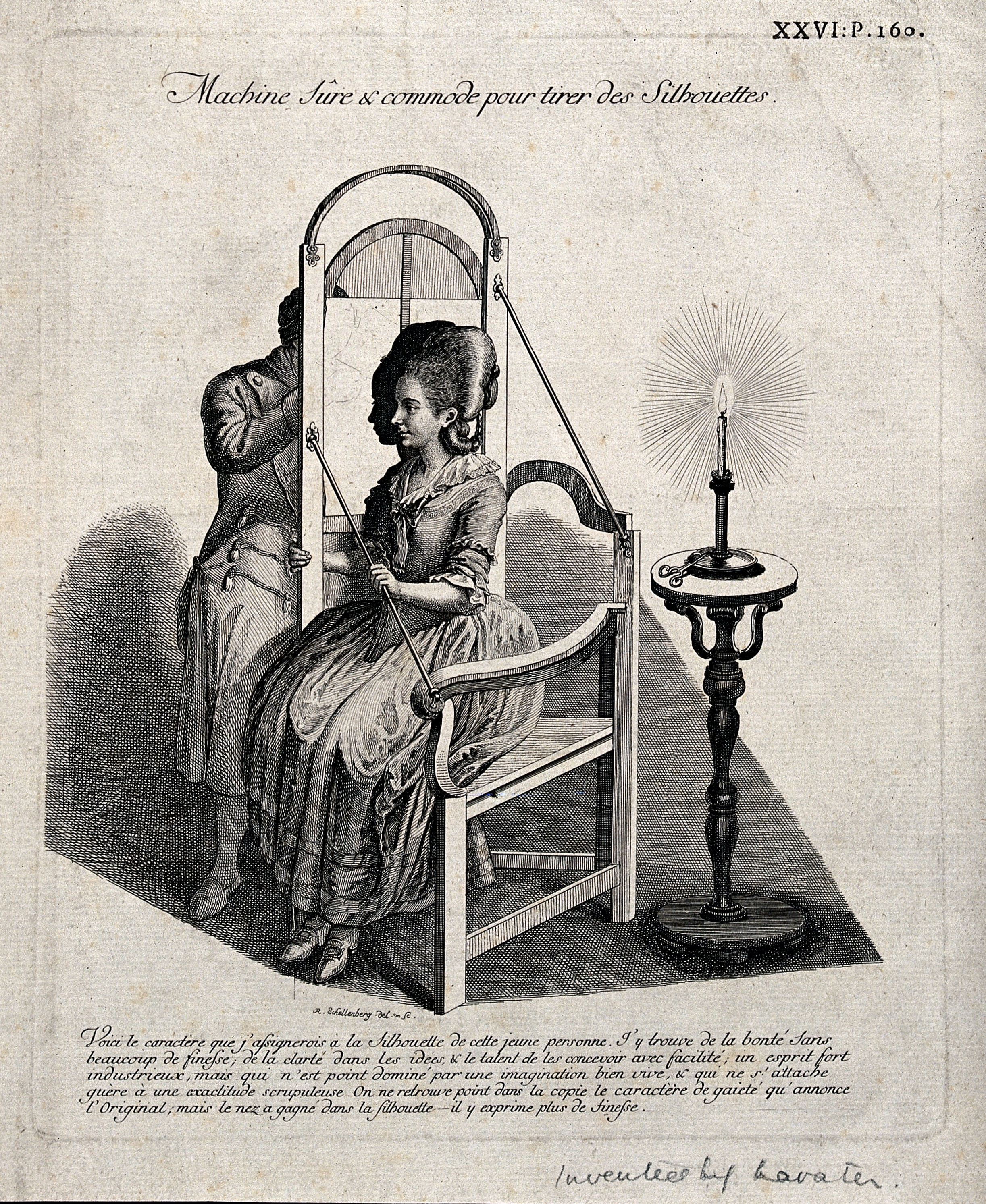
Metod för att förenkla skapandet av en silhuett. Illustration av Johann Rudolph Schellenberg.

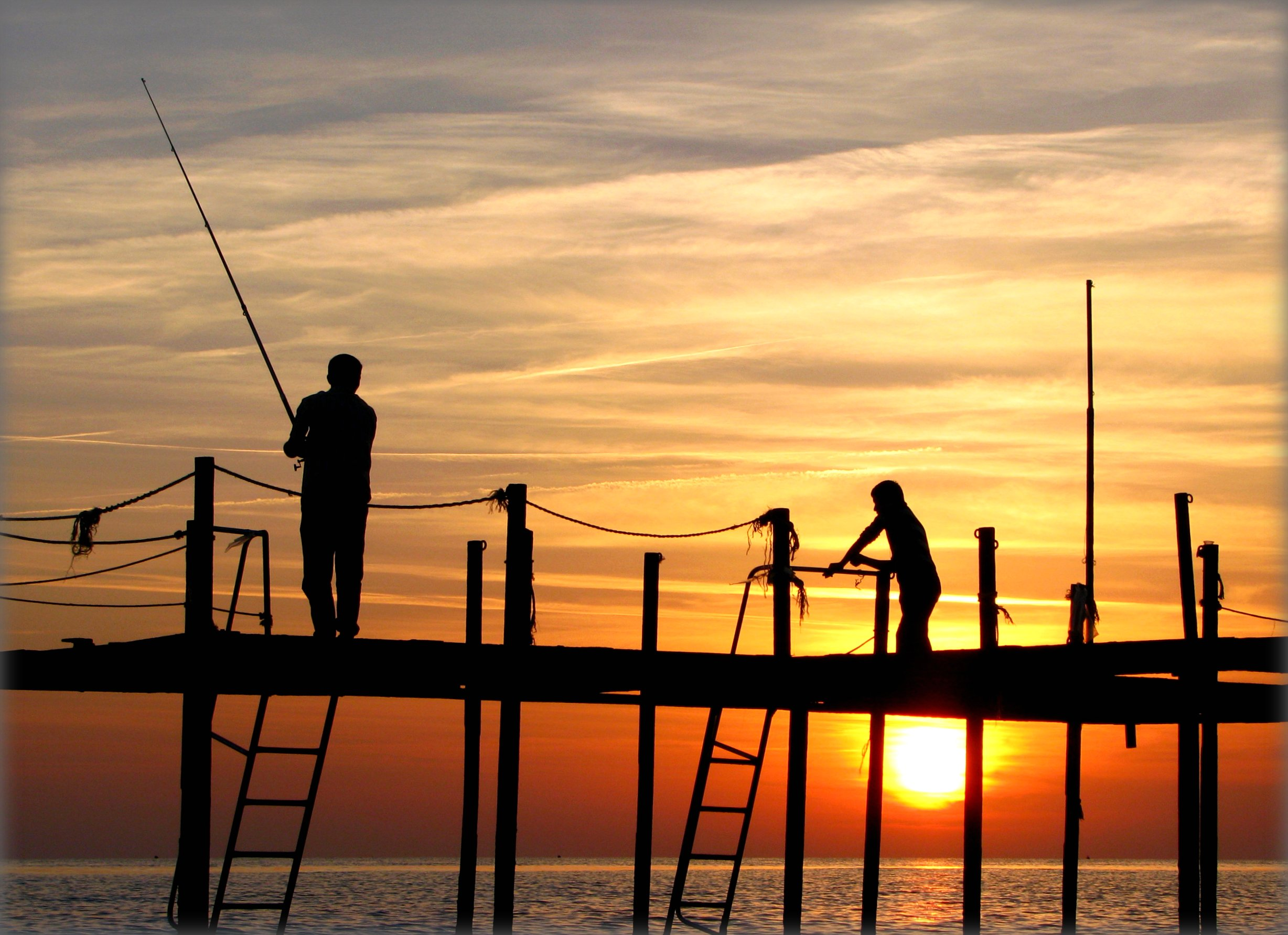
Idag används uttrycket även om personer, objekt eller landskap i motljus.

En silhuett eller siluett är bilden av en person, ett objekt eller landskap som enbart består av en kontur medan det övriga är formlöst, tvådimensionellt och där det som är i silhuett ofta är svartfärgat. Termen, som har fått sitt namn efter fransmannen Étienne de Silhouette (1709–1767) som 1759 lät pryda sitt slott just med silhuettkonst, användes initialt under 1700-talet för att beskriva profilporträtt eller andra bilder utklippta, eller skurna i tunt svart papper.
Skuggporträtt förekom mycket allmänt på 1700- och 1800-talen före fotografiens uppkomst.
Termen har sedan fått en vidare betydelse för att beskriva en vy eller bild av en person, objekt eller landskap i motljus, som då framstår som mörk gentemot en ljusare bakgrund. Termen används också synonymt med ordet kontur exempelvis inom mode och fitness, och ibland även som synonym med profil.

## Bilder av silhuetter

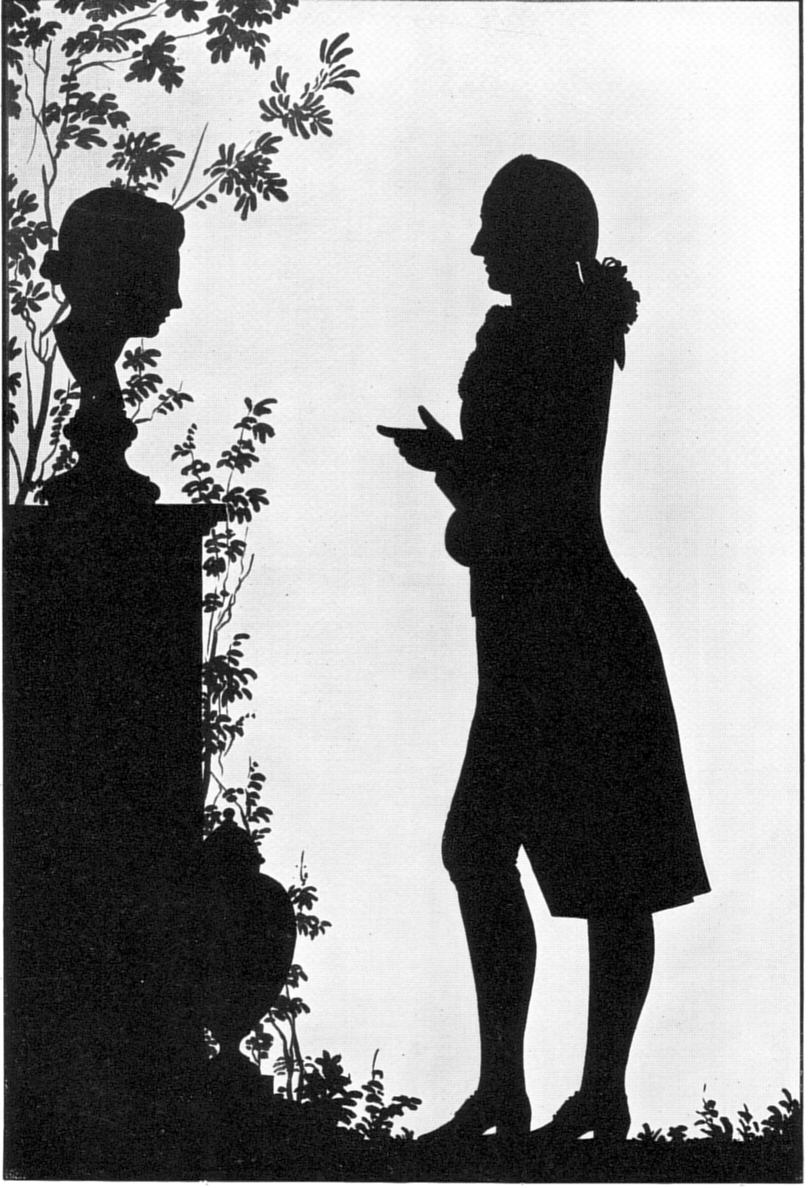
Goethe vid ett gravmonument, klippt papperssilhuett från 1780.
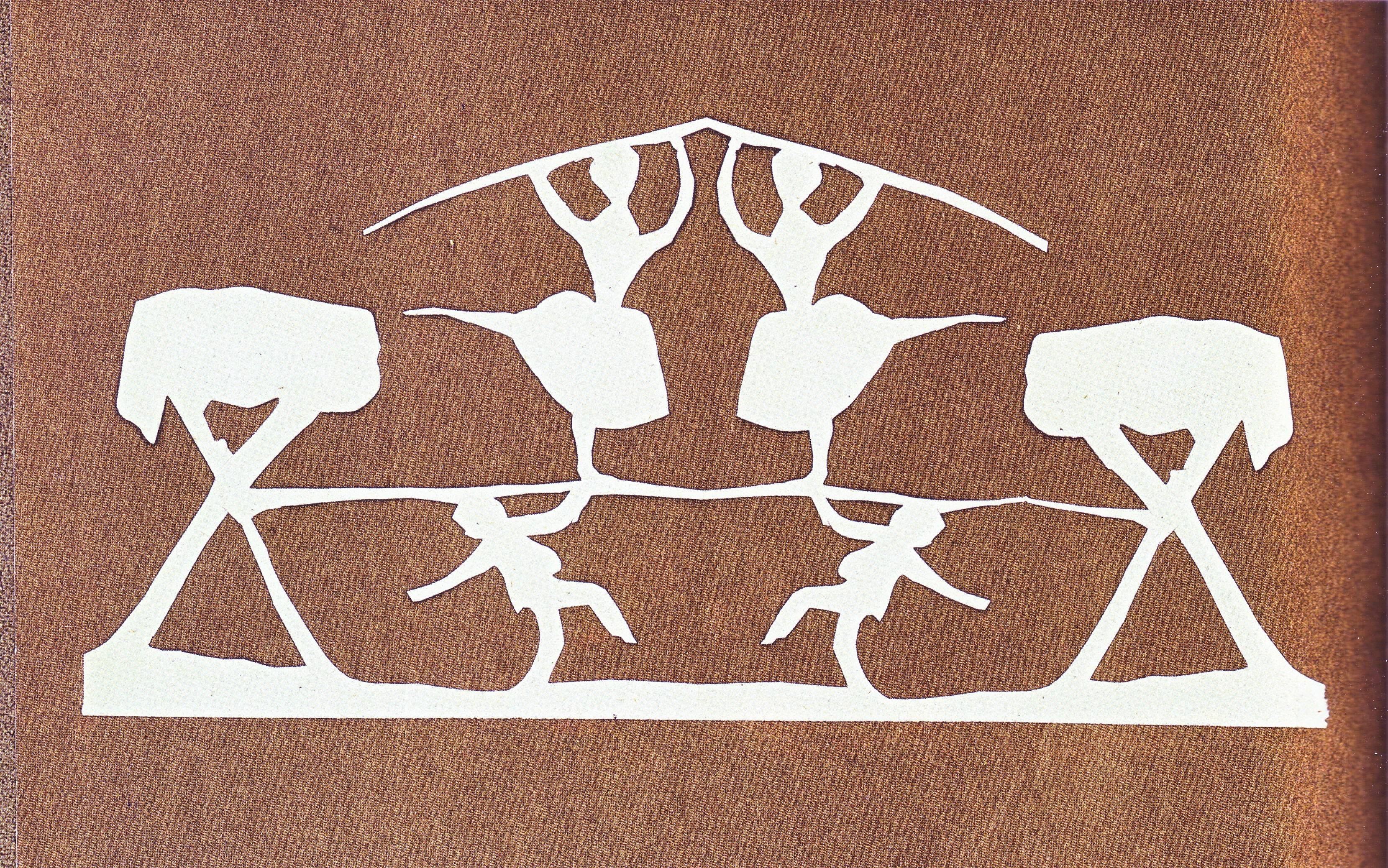
Lindansare, klippt papperssilhuett av författaren Hans Christian Andersen.
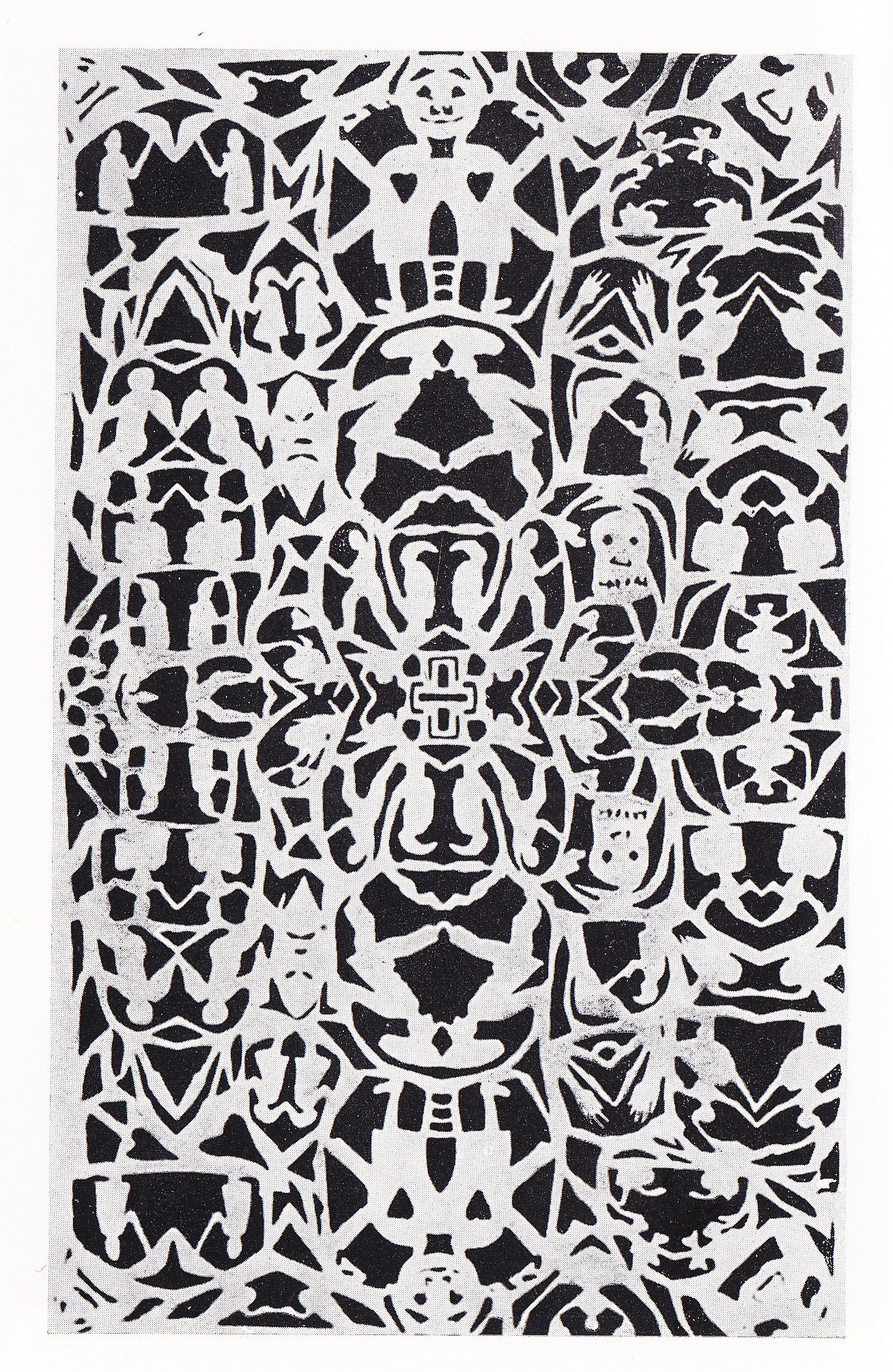
Klippt papperssilhuett av Hans Christian Andersen.